# Ghedi
Ghedi är en ort och kommun i provinsen Brescia i regionen Lombardiet i Italien. Kommunen hade 18 669 invånare (2018).